# Hemidactylus dracaenacolus
Hemidactylus dracaenacolus es una especie de gecos de la familia Gekkonidae.

## Distribución geográfica yhábitat
Es endémica de Socotra (Yemen). Su rango altitudinal oscila entre 695 y 1004 m s. n. m..